# إطلاق النار مدرسة غراتس 2025
في 10 يونيو 2025، وقع إطلاق نار جماعي في مدرسة BORG Dreierschützengasse الثانوية في غراتس، النمسا. وأكدت الشرطة مقتل 10 أشخاص، بمن فيهم المسلح المشتبه به، الذي يُعتقد أنه انتحر، كما أصيب عدد من الطلاب والمعلمين.

## إطلاق النار
حوالي الساعة العاشرة صباحًا بالتوقيت المحلي، أُبلغ عن إطلاق نار في مدرسة دريرشوتسينغاس الثانوية. أطلق المسلح، الذي ورد أنه طالب سابق في المدرسة، النار في فصلين دراسيين على الأقل. أرسلت الشرطة وحدات نظامية، وهي القوة التكتيكية Einsatzkommando Cobra، وطائرة هليكوبتر نُشرت كجزء من الاستجابة. تم إصدار تنبيه كارثة للمستشفيات القريبة.
عُثر لاحقًا على المشتبه به في إطلاق النار ميتًا في دورة مياه مدرسة، وأشارت السلطات إلى أنه من المرجح أنه أطلق النار على نفسه. تم تأكيد عدد كبير من الضحايا، على الرغم من عدم الإعلان عن العدد الدقيق للجرحى فورًا. أُعيد استخدام قاعة هيلموت-ليست-هالي القريبة كمركز فرز طوارئ للمصابين.
وفقًا لوزارة الداخلية النمساوية، سُجِّلت "عدة وفيات"، وأفادت وسائل إعلام محلية، مثل جريدة كرونين تسايتونج وORF، بمقتل ما لا يقل عن 10 أشخاص. وأكدت إليك كار، عمدة مدينة غراتس، أن المشتبه به كان من بين القتلى. أخلت السلطات المدرسة وفرضت الأمن فيها في وقت لاحق من الصباح. وكان من بين القتلى سبعة طلاب على الأقل وشخص بالغ.
استخدم مطلق النار مسدسًا وبندقية صيد، وكلاهما كان يملكهما بشكل قانوني.

## المنفذ المشتبه به
وذكرت تقارير غير مؤكدة فإن الجاني هو طالب سابق كان يبلغ من العمر 22 عامًا وقت ارتكاب الجريمة. من منطقة جراتس-أومجيبونج، والذي كان يدرس سابقًا في BORG، لكنه لم يتخرج أبدًا. وقع جزء من إطلاق النار في فصله الدراسي السابق.
كان المشتبه به يمتلك قانونيًا السلاحين الناريين اللذين استُخدما في إطلاق النار، وكان يحمل رخصة سلاح ناري. وبما أن السن الأدنى للحصول على رخصة سلاح ناري في النمسا هو 21 عامًا، فقد تأكد أنه طلبها ثم حصل عليها قبل الهجوم بفترة وجيزة. تم شراء مسدس جلوك قبل أيام قليلة من إطلاق النار، بينما كانت البندقية بحوزته لفترة أطول. لم يكن لديه سجل جنائي سابق.
وفقًا لصحيفة كرونين تسايتونج، ورد أن المشتبه به وصف نفسه بأنه "ضحية للتنمر". ووفقًا لرئيس تحرير ORF بيتر أونغر، فقد انتشرت المعلومات في البداية على وسائل التواصل الاجتماعي، مما يشير أيضًا إلى الانتقام كدافع محتمل.

## ردود الفعل
ألغى المستشار كريستيان ستوكر جميع المواعيد لهذا اليوم، وسافر وزير الداخلية جيرهارد كارنر إلى جراتس لتنسيق استجابة الحكومة.
ومن المتوقع أن يتحدث كارنر ووزير التعليم كريستوف فيديركير في مؤتمر صحفي في الساعة 15:00 بالتوقيت المحلي.